# 朽木荘
朽木荘（くつきのしょう）は、近江国高島郡にあった荘園。現滋賀県高島市朽木周辺に位置した。

## 歴史
長保3 年（1001年）、平惟仲が京都の白川寺喜多院（寂楽寺）に寄進した荘園の一つであるが、その前後の伝領は不明。これが史料上の初見である。
佐々木信綱が承久の乱の武功により、朽木荘の地頭職を与えられ、以後は一族の朽木氏に受け継がれた。交通･運輸の要衝であるこの地を押さえた朽木氏はその経済基盤を固めることに成功し、高島七党の一角となった。
戦国時代、室町幕府の将軍である足利義晴・義輝父子がこの地に亡命し、朽木氏の庇護を受けた。